# 尋找獨眼吉米
《尋找獨眼吉米》（英語：The Search for One-eye Jimmy）是一部1994年美國喜劇片，由山姆·亨利·凱斯自編自導，邁克·巴達魯科、珍妮佛·貝爾、史蒂夫·布希密、山繆·傑克森、約翰·特托羅、尼可拉斯·托特羅和山姆·洛克威爾主演。劇情講述一名電影學校畢業生回到布魯克林家鄉，名為「獨眼吉米」的男子卻失去行蹤，導致他開始製作一部關於找出吉米的電影。
電影1994年11月9日先在法國上映，1996年6月21日在美國上映。《尋找獨眼吉米》2017年6月在布魯克林藝術電影節舉行了25週年紀念展映。

## 演員
- 山姆·洛克威爾飾演吉米·「獨眼吉米」·霍特
- 史蒂夫·布希密飾演艾德·霍特
- 約翰·特托羅飾演「迪斯可」賓恩
- 尼可拉斯·托特羅飾演朱尼爾
- 艾達·特托羅飾演艾絲特夫人
- 安妮·米拉飾演霍莉·霍特
- 山繆·傑克森飾演羅恩上校
- 邁克·巴達魯科飾演喬·海德
- 珍妮佛·貝爾飾演愛倫
- 赫特·麥卡藍飾演萊斯
- 雷·曼奇尼飾演「左撇子」
- 托尼·西里科飾演沃爾／史內克

## 外部連結
- 互联网电影数据库（IMDb）上《尋找獨眼吉米》的资料（英文）
- 爛番茄上《尋找獨眼吉米》的資料（英文）